# تپه پاپیر
تپه پاپیر مربوط به عصر برنز II - دوره اشکانیان - سدهٔ ۶ تا ۸ ه.ق است و در شهرستان شاهین دژ، بخش مرکزی، دهستان هولاسو، روستای کرکره واقع شده و این اثر در تاریخ ۷ اسفند ۱۳۸۵ با شمارهٔ ثبت ۱۷۶۷۴ به‌عنوان یکی از آثار ملی ایران به ثبت رسیده است.